# HMS Penn (G77)
Le HMS Penn (G77) est un destroyer de classe P en service dans la Royal Navy pendant la Seconde Guerre mondiale.
Il est mis sur cale aux chantiers navals Vickers-Armstrongs de Newcastle upon Tyne le 26 décembre 1939, il est lancé le 12 février 1941 et mis en service le 10 février 1942.

## Historique
Peu après sa mise en service, le navire participe à la Warship Week de Londres. Le Penn participe à l'opération Pedestal, remorquant le navire endommagé SS Ohio jusqu'à Grand Harbour, dans la région de La Valette. Le commandant James Hamilton Swain fut décoré de l'ordre du Service distingué pour son rôle dans l'opération.
Les 16/17 octobre 1943, le Penn et le destroyer Jervis coulèrent le chasseur de sous-marins allemand UJ-2109 à Kálymnos. Le 7 novembre 1943, il coula en compagnie de son sister-ship Pathfinder le sous-marin de poche allemand GA45 au large d'Amorgós, en Grèce.
Le 15 juin 1945, le Penn et le destroyer Paladin coulèrent une péniche de débarquement japonaise au large de la côte nord-ouest de Sumatra.
En novembre 1945, il sert temporairement de navire cible dans les Indes orientales et en février 1947, est rattaché à la 4e flottille sous-marine de la British Pacific Fleet. À la fin de l'année, il retourne au Royaume-Uni où il est placé en réserve à Harwich.
En avril 1949, il est utilisé pour des essais et de contrôle des dommages. Il est ensuite vendu pour démolition le 30 octobre 1950 et démoli à Troon.